# Marek Kluczyński
Marek Jerzy Kluczyński (ur. 8 lutego 1949) – polski polityk i menedżer, w latach 1996–1998 wicewojewoda gdański.

## Życiorys
Przez 11 lat do 1988 pracował w jednym z PGR-ów w okolicy Gniewu, następnie w 1990 został jego prezesem. W pierwszej połowie lat 90. przez rok prowadził ze wspólnikiem przedsiębiorstwo produkcyjno-handlowe, a następnie kierował masarnią w Gniewie. Do 1996 był pełnomocnikiem zarządcy komisarycznego Cukrowni Pelplin. Później pracował m.in. jako wykładowca. Zaangażował się w działalność polityczną w ramach Zjednoczonego Stronnictwa Ludowego i następnie Polskiego Stronnictwa Ludowego. Był m.in. prezesem struktur ZSL w Gniewie i wiceprezesem pomorskiego zarządu wojewódzkiego PSL; krótko zasiadał też w zarządzie PSL „Odrodzenie” w województwie gdańskim. W 1989 był kandydatem do Sejmu w okręgu nr 23 (przegrał w drugiej turze z Bogumiłem Szrederem o 429 głosów), ponownie wystartował w wyborach parlamentarnych w 1993.
Od października 1996 do stycznia 1998 zajmował stanowisko wicewojewody gdańskiego. W grudniu 2013 został prezesem jednoosobowego zarządu Elewarru, kierował też radą nadzorczą powiązanych z nim Zamojskich Zakładów Zbożowych. Kilkakrotnie kandydował w różnych wyborach, m.in. do sejmiku pomorskiego w 2010 i 2014.
Odznaczony m.in. Krzyżem Kawalerskim Orderu Odrodzenia Polski (1999) i Złotą Koniczynką (2005).